# Cabbio
Cabbio is een plaats en voormalige gemeente in het Zwitserse kanton Ticino en maakt deel uit van het district Mendrisio. Cabbio telt 213 inwoners.

## Geschiedenis
Cabbio fuseerde op 25 oktober 2009 met Bruzella, Caneggio, Morbio Superiore, Muggio en Sagno tot de gemeente Breggia.

## Geboren
- Alma Bacciarini (1921-2007), onderwijzeres, feministe en politica